# Мариньяйш
Мариньяйш (порт. Marinhais) — район (фрегезия) в Португалии, входит в округ Сантарен. Является составной частью муниципалитета Салватерра-де-Магуш. По старому административному делению входил в провинцию Рибатежу. Входит в экономико-статистический субрегион Лезирия-ду-Тежу, который входит в Алентежу. Население составляет 5969 человек на 2001 год. Занимает площадь 38,74 км².
Покровителем района считается Архангел Михаил.